# Osmoreceptor
Osmoreceptor (osmodetektor) – receptor wrażliwy na zmianę ciśnienia osmotycznego w organizmie, które znajdują się w podwzgórzu.
Wzrost ciśnienia osmotycznego w płynach ustrojowych (głównie we krwi) powoduje pobudzenie osmoreceptorów, w wyniku czego następuje wyzwolenie uczucia pragnienia oraz wzmożone wydzielanie hormonu wazopresyny, który przyczynia się do zwiększonego wchłaniania zwrotnego wody w kanalikach nerkowych, zapobiegając nadmiernemu jej wydalaniu z moczem.